# Пишота
Пишо̀та (италиански: Pisciotta) е малко градче и община в Южна Италия, провинция Салерно, регион Кампания. Разположено е на 171 m надморска височина. Населението на общината е 2880 души (към 2010 г.).